# Tartüff (Film)
Tartüff ist ein deutsches Stummfilm-Drama des Regisseurs Friedrich Wilhelm Murnau aus dem Jahr 1925. Es basiert auf der Gesellschaftskomödie Tartuffe oder Der Betrüger (Originaltitel: Tartuffe ou L’Imposteur) aus dem Jahr 1664 von Molière, ist aber in der damaligen Gegenwart angesiedelt.

## Handlung
Ein wohlhabender alter Mann wird von seiner Haushälterin gehegt und gepflegt. Da diese es auf sein Vermögen abgesehen hat, versucht sie ihn beharrlich davon zu überzeugen, sie statt seines Enkels im Testament zu berücksichtigen. Durch eine Intrige gelingt ihr dies. Um an das Erbe zu kommen, fängt sie danach an, den alten Mann langsam zu vergiften.
Der Enkel schöpft Verdacht, kommt aber erst einmal nicht an seinen Großvater heran, um ihn zu warnen. Nun stellt sich heraus, dass seine Berufswahl als Schauspieler von Vorteil ist. Er verkleidet sich als Betreiber eines Wanderkinos und fährt vor dem Haus des Großvaters vor. Zuerst will die Haushälterin ihn abwimmeln, doch dann lässt sie sich durch seinen Charme davon überzeugen, ihn eine Filmaufführung im Haus durchführen zu lassen. Gezeigt wird der Film Tartüff, ein Film, dessen Geschichte von einem Heuchler und dem allzu leichtfertigen Glauben an ihn handelt. Der Heuchler im Film wird entlarvt und ebenso ergeht es nach der Aufführung der Haushälterin: Sie wird hinausgeworfen und Großvater und Enkel liegen sich in den Armen. Dem Film nach soll man Heuchler deshalb auch Tartüff nennen können.

## Hintergrund
Der Begriff Tartüff wurde von Molière kreiert. Er beschreibt eine fromme Person, die ihre Frömmigkeit missbraucht, um Vorteile zu erlangen.
Die Ausgangssituation – ein reicher Vater verstößt seinen Sohn wegen dessen Filmleidenschaft – ist ein autobiografisches Detail aus Murnaus Leben. Der Film, dessen Titel ursprünglich Herr Tartüff lauten sollte, ist nur noch in der amerikanischen Verleihfassung erhältlich, die originale deutsche Version ist nicht mehr verfügbar.

## Kritiken
„Virtuos hält der hervorragend inszenierte, filmhistorisch wichtige Stummfilm-Klassiker die Balance zwischen Komödie, Krimi und Kostümfilm“, befand der film-dienst. Auch Cinema nannte Tartüff einen „Stummfilm-Klassiker“, der zwar „keines [von Murnaus] wichtigsten Werk[en], aber eine hübsche kleine Arbeit mit Humor und einer fast ironische[n] Verwendung der zeitgenössischen Stilmittel“ sei.
Thomas Groh von filmzentrale.com schrieb, dass „Tartüff auch einfach ein bis heute funktionierender, ästhetisch sehr schöner und nicht zuletzt auch recht humorvoll geratener Beitrag aus der Stummfilmzeit“ sei. Carsten Henkelmann meinte in seiner Kritik der DVD-Ausgabe, dass der Film heute „leider ein wenig altbacken“ erscheine, was wohl auch daran liege, „dass […] ähnliche Geschichten bereits in unzähligen anderen Filmen erzählt wurden“. Es gebe jedoch „kleine Details, die den Film, wenn man die Entstehungszeit bedenkt, doch ein wenig interessant werden lassen“. Dazu zählten die zum Teil „wirklich gelungenen Kameraeinstellungen“, aber besonders „der ziemlich passende Einsatz der Musik“.